# Бабино (городской округ город Дзержинск)
Ба́бино — посёлок в составе городского округа «город Дзержинск» Нижегородской области, административный центр Сельсовета Бабино.

## История
В «Списке населенных мест» Нижегородской губернии по данным за 1859 год значится как казённая деревня при реке Оке Чернорецкой волости Балахнинского уезда в 52 верстах от уездного города Балахна. В деревне насчитывалось 54 двора и проживало 301 человек (137 мужчин и 164 женщины).
12 сентября 1942 года Бабино получило статус рабочего посёлка. С 2005 года — сельский населённый пункт.

## Население
| 1989 | 2002  | 2010 |
| ---- | ----- | ---- |
| 2632 | ↘2498 | ↘229 |

## Инфраструктура
- Школа (СОШ № 25)
- Детский сад (№ 9)
- Магазины (работающие в зимний период до 18, в летний — до 21 часов).

## Транспорт
Автобусы (маршруты № 105, 106) от Автовокзала г. Дзержинска. Работают по расписанию с 5:10 до 22:00.

## Улицы Бабино
- Улица 8 Марта
- Дачный переулок
- Новосельская улица
- Огородная улица